# Oostende
Oostende (franceză Ostende, engleză Ostend) este un oraș neerlandofon situat în provincia Flandra de Vest, regiunea Flandra din Belgia. La 1 ianuarie 2008 avea o populație totală de 69.175 locuitori.

## Geografie
Comuna actuală Oostende a fost formată în urma unei reorganizări teritoriale în anul 1977, prin înglobarea într-o singură entitate a 3 comune învecinate. Suprafața totală a comunei este de 37,72 km². Comuna este subdivizată în secțiuni, ce corespund aproximativ cu fostele comune de dinainte de 1977. Acestea sunt:
| - Oostende: - I. Centrum - II. Vuurtoren/Voorhaven - III. Zandvoorde - Stene: - IV. Stene-Dorp - V. Konterdam - VI. Mariakerke + Raversijde - VII. Mariakerke - VIII. Raversijde |

Localitățile limitrofe sunt:
- Comuna Bredene:
  - a. Bredene
- Comuna Oudenburg:
  - b. Oudenburg
- Comuna Gistel:
  - c. Snaaskerke
- Comuna Middelkerke:
  - d. Leffinge
  - e. Middelkerke